# پروپیفنازون
پروپیفنازون (به انگلیسی: Propyphenazone) (معروف به ایزوپروپیل‌آنتی‌پیرین در ژاپن) مشتقی از فنازون با اثرات ضد درد و تب بری است. نخستین بار در سال ۱۹۳۱ ثبت اختراع شد، و به صورت یک فرمولاسیون ترکیبی با استامینوفن و کافئین برای درمان اختلال سردرد اولیه به بازار عرضه شد.

## کشورهای ممنوع
- سری‌لانکا[۵]
- مالزی[۵]
- تایلند[۵]
- ترکیه